# Rio Alto
O Rio Alto é um pequeno curso de água no concelho da Póvoa de Varzim em Portugal que nasce no sopé do monte de São Félix (freguesia de Laundos),e desagua na freguesia da Estela.
A foz do Rio Alto, repleta de formações dunares, é uma das principais áreas de lazer da Póvoa de Varzim, com campo de Golfe (Estela Golf Club), hotéis, o Parque de Campismo do Rio Alto e zona para corrida de galgos.
Os monges do mosteiro de Tibães moldaram a geografia em volta do rio há séculos ao plantarem um pinhal e terem projectado a agricultura nas dunas - as masseiras, que hoje são característica típica do norte do concelho da Póvoa de Varzim.
O campo de golfe da Estela estende-se ao logo da praia nas dunas do rio Alto. Este campo de golf é do tipo link, ou seja, fica junto ao mar. Tem pouca vegetação e um terreno muito arenoso, com 18 buracos, par 72 e 6 129 metros de comprimento.
A Praia do Rio Alto, onde o rio desagua, é habitualmente usada por naturistas, dado ser uma praia isolada, calma e protegida por dunas.
Coberta pelas dunas do rio Alto, foi descoberta no início do século XX, uma vila romana, a Villa Mendo onde foram achadas ruínas e objectos, entre os quais joalharia em bom estado de conservação.
O Projecto Futuro Sustentável do Grande Porto, prevê numa fase futura, a requalificação das margens do rio e a Ciclovia Praia do Rio Alto - Monte de São Félix por toda a extensão do rio.